# Plavební kanál Šífovka
Plavební kanál Šífovka byl umělý vodní kanál, dlouhý cca 4 km, vedoucí od Labe do Kaňku u Kutné Hory. Sloužil k dopravě dřeva a dřevěného uhlí pro tehdejší stříbrné doly. Kanál začínal na labském rameni Černá struha ve Starém Kolíně v části Bašta, procházel přes zaniklý rybník Sakman a přes louky pokračoval jižním směrem k říčce Klejnárce, kterou křížil s pomocí jezu. Dále pokračoval jihovýchodním směrem ke dvoru Skalka pod Kaňkem. Severní část kanálu od labského ramene po Klejnárku byla v minulosti zasypána a není již patrná. Jižní část od křížení s Klejnárkou ke dvoru Skalka je stále zřetelná až 4 metry hluboká strouha s potůčkem Šífovka, napájeným také důlními vodami.

## Historie
Kanál vznikl v letech 1568-72 podle projektu Kryštofa z Gendorfu, báňského poradce krále Ferdinanda. Stavbu provedl rybníkářský mistr Jakub Líva. Byl určen pro lodě tažené koňmi, jdoucími po břehu.
Během třicetileté války bylo ukončeno v Kaňku dolování a s ním i plavební činnost na kanále.
V roce 2000 byl podél kanálu v úseku od křížení s Klejnárkou po železniční trať u dvora Skalka v rámci pozemkových úprav vysázen pás dřevin a kanál se tak stal součástí biokoridoru.